# Campeonato Paulista 1906
In 1906 werd het vijfde Campeonato Paulista gespeeld voor clubs uit de Braziliaanse staat São Paulo. De competitie werd gespeeld van 6 mei tot 7 oktober 1906. Germânia werd kampioen.  

## Eindstand
| Plaats | Club                   | Wed. | W | G | V | Saldo | Ptn. |
| ------ | ---------------------- | ---- | - | - | - | ----- | ---- |
| 1.     | Germânia               | 9    | 7 | 0 | 2 | 25:9  | 14   |
| 2.     | International          | 9    | 6 | 0 | 3 | 22:11 | 12   |
| 3.     | Atlética das Palmeiras | 7    | 6 | 0 | 1 | 18:8  | 12   |
| 4.     | Paulistano             | 8    | 3 | 1 | 4 | 6:13  | 7    |
| 5.     | Mackenzie              | 4    | 0 | 2 | 2 | 7:12  | 2    |
| 6.     | São Paulo Athletic     | 7    | 0 | 1 | 6 | 4:24  | 1    |

|  | Kampioen |

## Kampioen
| Campeonato Paulista de 1906  |
| São Paulo                    |
| ---------------------------- |
| GERMÂNIA Kampioen (1° titel) |

## Topschutter
| Speler            | Speler | Goals | Club     |
| ----------------- | ------ | ----- | -------- |
| Vlag van Brazilië | Fuller | 4     | Germânia |